# Janet Lauritsen
Janet Lynn Lauritsen ist eine US-amerikanische Soziologin und Kriminologin. Sie ist Professorin an der University of Missouri–St. Louis (UMSL) und für 2022 gewählte Präsidentin der American Society of Criminology (ASC).
Lauritsen machte ihre Hochschulexamen im Fach Soziologie an der University of Illinois at Urbana-Champaign: Bachelor 1982, Master 1984, Ph.D. 1989. Ihre Forschungsschwerpunkte sind die Ursachen und Folgen von Viktimisierung, die sozialen und historischen Kontexte von Delinquenz und Viktimisierung sowie Methoden der Quantitativen Sozialforschung.

## Schriften (Auswahl)
- Herausgeberin mit Daniel L. Cork: Modernizing crime statistics. Report 1. New systems for measuring crime / Panel on Modernizing the Nation's Crime Statistics. National Academies Press, Washington D.C. 2016.
- Herausgeberin mit Daniel L. Cork: Modernizing crime statistics. Report 2. New systems for measuring crime / Panel on Modernizing the Nation's Crime Statistics. National Academies Press, Washington D.C. 2018.